# Georg Christoph Eimmart

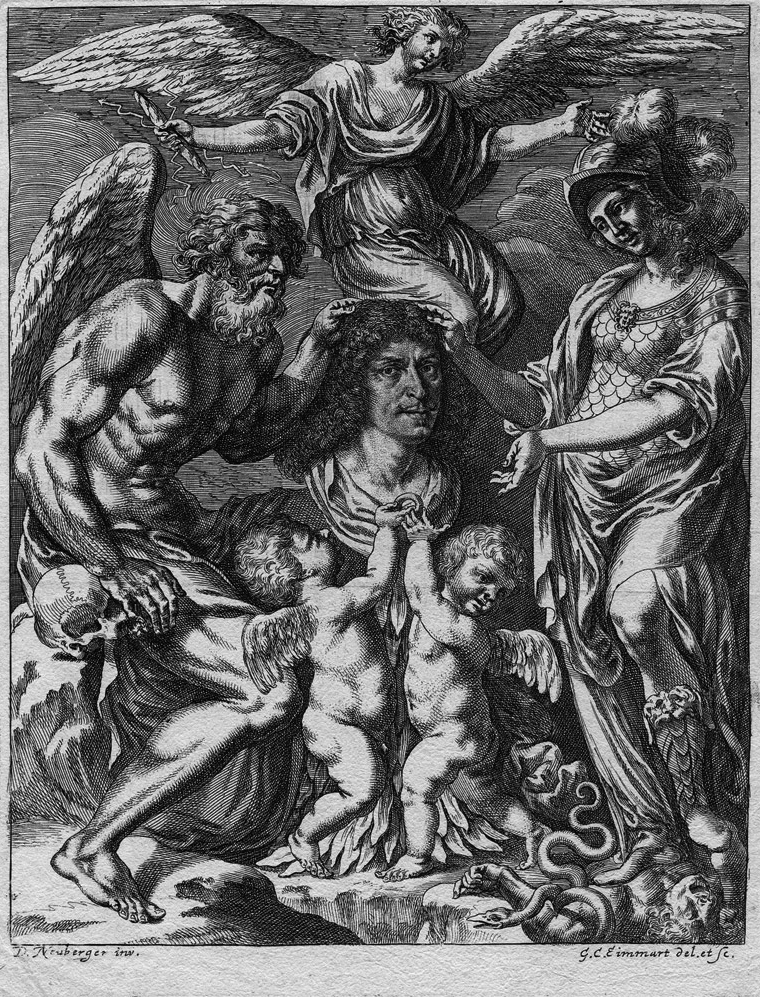
Selbstbildnis, begleitet von Engeln und Athena.

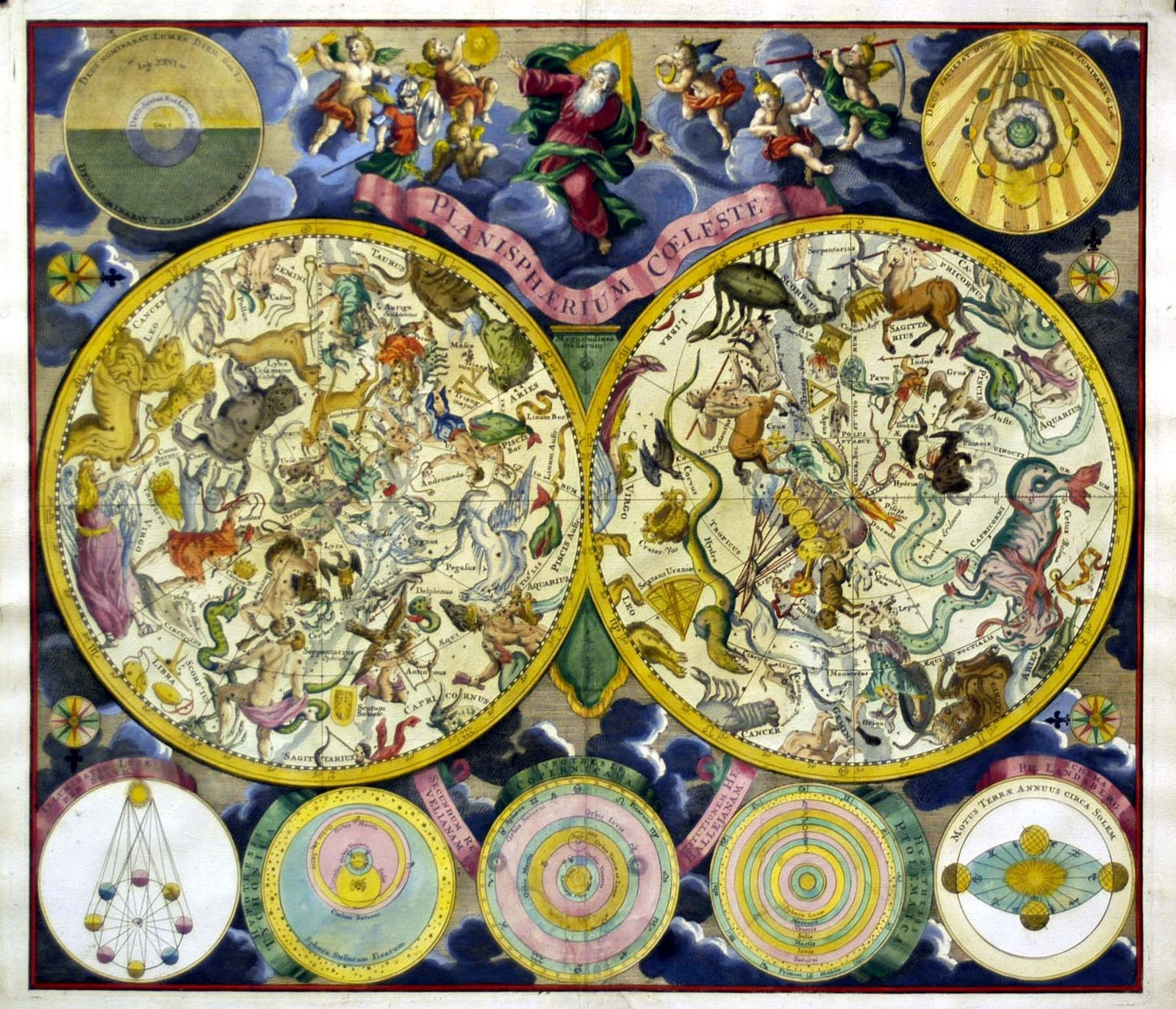
G. Chr. Eimmart: Planisphaerium Coeleste, 1705 (Kopie um 1730)

Georg Christoph Eimmart (der Jüngere) (* 22. August 1638 in Regensburg; † 5. Januar 1705 in Nürnberg) war ein deutscher Mathematiker und Kupferstecher sowie Gründer der ersten Nürnberger Sternwarte.

## Herkunft und Familie
Georg Christoph Eimmart wurde geboren als Sohn des gleichnamigen Georg Christoph Eimmart des Älteren (1603–1658), Maler und Kupferstecher in Regensburg, und der Christine geb. Banns († 1654), Tochter des österreichischen Mautverwalters Damian Banns.
Er heiratete am 20. April 1668 Maria Walther, eine Tochter des Waagmeisters Christian Walther. Aus der Ehe gingen ein Sohn (nicht überlebend) und die Tochter Maria Clara Eimmart (1676–1707) hervor.

## Leben und Wirken
In Regensburg besuchte Eimmart das protestantische, städtische Gymnasium poeticum, (eine der beiden Vorläuferschulen des heutigen Albertus-Magnus-Gymnasium Regensburg). Ab 1655 studierte er an der Universität Jena vor allem Mathematik unter Erhard Weigel, mit dem ihn eine lebenslange Freundschaft verband. Ende 1658 kehrte er nach Regensburg zurück.
Nachdem sein Vater um 1660 gestorben war, folgte er seiner Schwester Regina Christina (1636–1708) nach Nürnberg. Sie hatte Jacob von Sandrart geheiratet, der sich in Nürnberg als Kupferstecher niedergelassen hatte und einen kleinen Kunstverlag betrieb. Eimmart hoffte wohl, in diesem Umfeld Arbeit als Kupferstecher zu erhalten, was ihm auch gelang. Er war an der Leitung der 1662 gegründeten Malerakademie beteiligt, von 1699 bis kurz vor seinem Tod war er Direktor dieser Einrichtung.

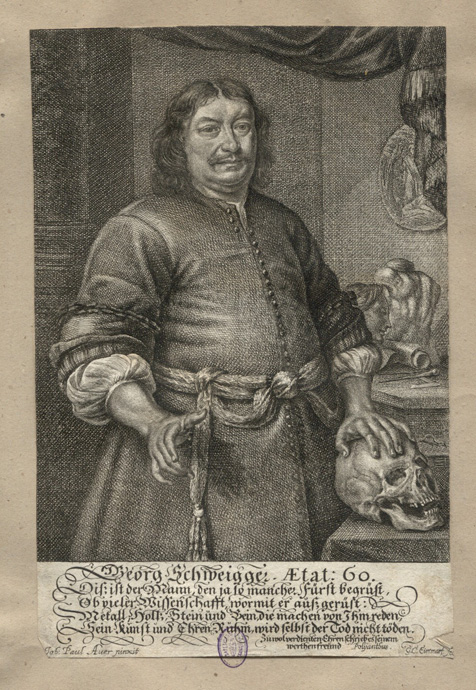
Eimmarts Porträt des Bildhauers Georg Schweigger

Das mit seiner künstlerischen Tätigkeit verdiente Geld verwendete Eimmart dazu, eine Sternwarte einzurichten. Diese gründete er im Herbst 1678 auf der Vestnertorbastei der Nürnberger Burg. 1688 musste er seine Sternwarte schließen, da die Gefahr bestand, dass die Franzosen im Pfälzischen Erbfolgekrieg auch die fränkischen Lande verwüsten würden und die Bastei somit wieder für ihre eigentliche Bestimmung gebraucht werden würde. Er konnte jedoch den Betrieb im folgenden Jahr wieder aufnehmen. Ende des 17. Jahrhunderts war Eimmarts Observatorium die einzige größere Sternwarte in Deutschland.
Eimmarts Tochter Maria Clara Eimmart war eine eigenständige astronomische Beobachterin, die zwischen 1693 und 1698 etwa 250 Skizzen des Mondes entwarf sowie am 12. Mai 1706 die totale Sonnenfinsternis beobachtete. Im Januar zuvor hatte sie Johann Heinrich Müller geheiratet, der seit 1687 Assistent an der Sternwarte gewesen war. Sie starb im Jahr darauf im Kindbett.
Georg Christoph Eimmart wurde am 9. Januar 1705 auf dem Johannisfriedhof ins Grab Nr. 11, die Grabstelle seines Schwiegervaters Christian Walther, bestattet. Die Sternwarte wurde von der Stadt Nürnberg aufgekauft und Müller als Direktor eingesetzt. Als Müller 1710 einem Ruf nach Altdorf folgte, wurde Johann Gabriel Doppelmayr neuer Sternwartenleiter. Nach dessen Tod konnte sein Nachfolger Georg Moritz Lowitz die unterdessen verrotteten Geräte im Herbst 1751 nur noch abbauen lassen. Ein Neubau der Sternwarte scheiterte an den Finanzen der Stadt Nürnberg.
Der 57 dicke Bände umfassende Nachlass von Eimmart gelangte in die Staatsbibliothek von Sankt Petersburg.

## Leistungen
Georg Christoph Eimmarts Leistung bestand in der Gestaltung und Herstellung von Himmels- und Landkarten sowie von Globen.
Die Bedeutung der Eimmart-Sternwarte liegt weniger in den wissenschaftlichen Beobachtungen, die hier vorgenommen wurden, denn die Messgenauigkeit lag etwa bei den Werten, die Tycho Brahe bereits ca. 100 Jahre früher erreicht hatte. Eimmart liebte es aber, sich auf der Sternwarte mit jungen Leuten zu umgeben, die so eine solide Einführung in die beobachtende Astronomie erhielten. Einige seiner Assistenten leisteten später beachtliche Beiträge zur Astronomie und zur Geographie. Zudem öffnete Eimmart seine Sternwarte der Bevölkerung bei besonderen Himmelsereignissen. Damit kann die Eimmartsternwarte als erste Volkssternwarte in Nürnberg bezeichnet werden, wenn nicht sogar als erste Volkssternwarte der Neuzeit weltweit.

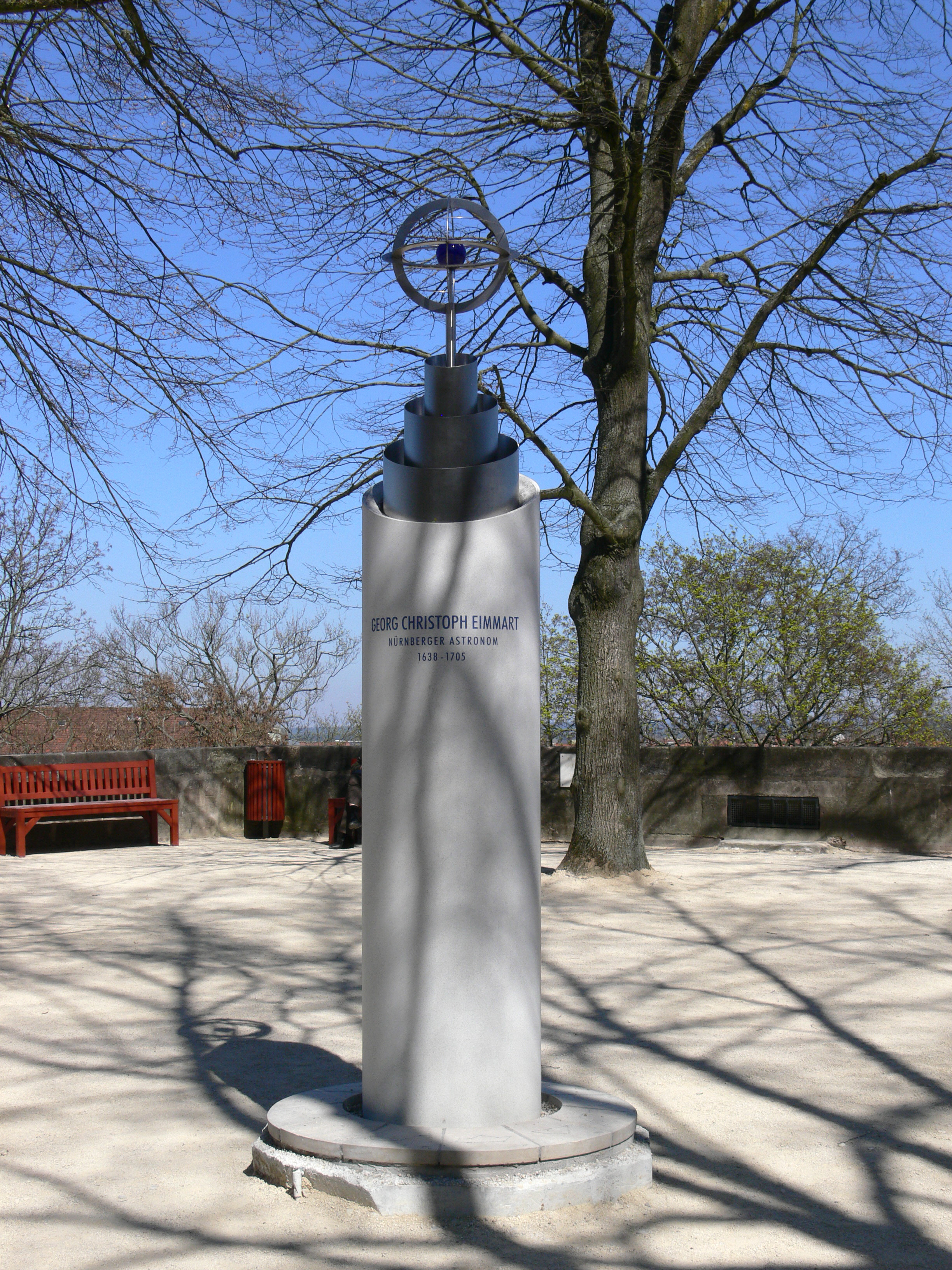
Gedenksäule auf der Vestnertorbastei

## Mitgliedschaften und Ehrungen
1699 wurde Eimmart in die Pariser Akademie der Wissenschaften aufgenommen, 1701 auch auf Vorschlag von Gottfried Wilhelm Leibniz in die Königlich-Preußische Akademie der Wissenschaften.
Der Mondkrater Eimmart wurde von dem bedeutenden Astronomen Johann Hieronymus Schroeter um 1800 nach Eimmart benannt.
Seit 25. Mai 2007 steht am Platz seiner Sternwarte, der Vestnertorbastei auf der Burg Nürnberg, eine Gedenksäule für Eimmart. Die Säule wurde von der Nürnberger Astronomischen Gesellschaft errichtet.

## Schriften
- Neue eigentliche Charte des Rhein-Stroms. Loschge, Nürnberg 1689. Digitalisierte Ausgabe der Universitäts- und Landesbibliothek Düsseldorf
- Vollständige Charta / Von Frankenland. Loschge, Nürnberg 1689.
- Tabula Nova Circuli Franconici cum omnibus suis limitibus ab Anno XXXVIII hujusd. Seculi constructa, III. post Annis evulgata per Joh. Georg. et Georg Conr. Iungios, Fratres Latiori fronte in partes quatuor divisa, recenter edita et aucta per G. C. E. Nürnberg 1690.
- S. R. Imp. Circuli Franconici oder das gantze Francken-Land mit Seinen Gräntzen in 68. vollständigen Land-Charten. Nürnberg 1692.
- Phaenomenon Anuum Vespertinum, detectum Noribergae. In: Acta Eruditorum. Band 13. Februar 1694, S. 58f.
- Ichnographia nova contemplationum de sole in desolatis antiquorum philosophorum ruderibus. Endter, Nürnberg 1701. (Digitalisat)